# Ben Watson
Benjamin „Ben” Watson (ur. 9 lipca 1985 w Londynie) – angielski piłkarz grający na pozycji pomocnika w Watford.
Watson karierę zaczynał w Crystal Palace, gdzie zadebiutował 8 kwietnia 2003 roku w ligowym meczu przeciwko Watfordowi. Łącznie w Championship rozegrał 169 meczów i strzelił 18 goli.
W trakcie gry w klubie z Londynu dwa razy wystąpił w reprezentacji Anglii U-21.
W zimowym okienku transferowym 2009 zawodnik podpisał kontrakt z Wigan Athletic. Na JJB Stadium zadebiutował 31 stycznia w meczu ligowym przeciwko Aston Villi. Pierwszego gola dla Wigan strzelił 14 marca 2009 roku w spotkaniu z Sunderlandem.
1 września 2009 roku został wypożyczony do Queens Park Rangers.
22 lutego 2010 roku został na miesiąc wypożyczony do West Bromwich Albion.
11 maja 2013 roku zdobył z Wigan Puchar Anglii, strzelając jedynego gola finału w doliczonym czasie gry.